# Tomsk-400
Tomsk-400 – rosyjski klub szachowy z siedzibą w Tomsku, pięciokrotny mistrz Rosji, dwukrotny zdobywca Pucharu Europy.

## Historia
Klub został założony w 1998 roku dzięki staraniom Borysa Szajdullina. Powstał na bazie utworzonego kilka lat wcześniej klubu im. Piotra Izmaiłowa. Początkowo nosił nazwę Sibir, jednak za sugestią Wiktora Kressa, z okazji 400 rocznicy istnienia Tomska, zmieniono jego nazwę na Tomsk-400.
Klub zadebiutował w Priemjer-Lidze w 1998 roku i w pierwszym sezonie zdobył czwarte miejsce. W latach 1999–2000 uzyskano wicemistrzostwo kraju. W roku 2003 klub uzyskał trzecie miejsce w lidze. W sezonie 2004 Tomsk-400 zdobył pierwszy tytuł mistrza kraju. W kadrze zespołu znajdowali się wówczas m.in. Aleksandr Moroziewicz, Wladimir Hakopian i Aleksandr Chalifman. W 2005 roku nastąpiła skuteczna obrona tytułu, a w sezonie 2006 klub zajął trzecie miejsce. W roku 2007 Tomsk-400 zdobył trzeci tytuł mistrzowski. Rok później klub z Tomska zakończył rozgrywki na drugim miejscu, a w sezonie 2009 uzyskał czwarty tytuł. W 2011 roku szachiści klubu zdobyli wicemistrzostwo, a rok później mistrzostwo Rosji. Po 2012 roku klub nie uczestniczył w rozgrywkach Priemjer-Ligi.
Klub jedenastokrotnie uczestniczył w Pucharze Europy, debiutując w 1999 roku. W pierwszym sezonie klub zajął szóste miejsce w pucharze, a rok później – siódme. W 2001 roku zespół nie rywalizował w Pucharze Europy. Od 2002 roku zespół zajmował w rozgrywkach kolejno dziesiąte, jedenaste i szóste miejsce. W 2005 roku Tomsk-400 w składzie: Lewon Aronian, Wiktor Bołogan, Dmitrij Jakowienko, Władisław Tkaczow, Paweł Smirnow, Ernesto Inarkijew i Andriej Biełozierow, wygrał Puchar Europy. W rozgrywkach rosyjski zespół przegrał jedynie z Polonią Warszawa, wyprzedzając jednak w tabeli polski klub oraz NAO Chess Club stosunkiem małych punktów. Rok później nastąpiła skuteczna obrona tytułu. Zespół z Tomska wygrał pięć meczów oraz zremisował dwa i pokonał stosunkiem małych punktów Ładję Kazań oraz Urał Swierdłowskaja obłast. W 2007 roku zespół zajął trzecie miejsce, ulegając jedynie Magikowi Mérida oraz Urałowi Swierdłowskaja obłast. Później klub grał jeszcze trzykrotnie w pucharze: w latach 2009 (dziewiąte miejsce), 2011 (jedenasta lokata) i 2012 (siódma pozycja).
W sezonie 2003 klub uczestniczył także w Pucharze Europy kobiet, zajmując dziewiątą pozycję.

## Arcymistrzowie w historii klubu
| - Aleksiej Aleksandrow - Farruch Amonatow - Ołeksandr Areszczenko - Lewon Aronian - Jurij Bałaszow - Andriej Biełozierow - Dmitrij Boczarow - Wiktor Bołogan - Aleksandr Chalifman - Andriej Charłow - Aleksandr Chasin - Dienis Chismatullin - Aleksiej Driejew - Walerij Filippow | - Aleksandr Fominych - Wladimir Hakopian - Ernesto Inarkijew - Dmitrij Jakowienko - / Siergiej Kariakin - Rustam Kasimdżanow - Michaił Kobalija - Paweł Kocur - Wiktor Kuprejczyk - Igor Kurnosow - Konstantin Landa - Marat Makarow - Aleksandr Moroziewicz - Aleksandr Motylow | - Jewgienij Pigusow - Rusłan Ponomariow - Siergiej Rublewski - Paweł Smirnow - Rusłan Szczerbakow - Artiom Timofiejew - Siergiej Tiwiakow - Władisław Tkaczow - Loek van Wely - Aleksandr Waulin - Jewgienij Władimirow - Wadim Zwiagincew |